# دارکوب پیاوی
دارکوب پیاوی یا دارکوب کمپفر با نام علمی Celeus obrieni گونه‌ای دارکوب بومی برزیل است. نخستین نمونه از این گونه که دارکوبی ماده بود در سال ۱۹۲۶ در ایالت پیاوی برزیل توسط امیل کمپفر شکار شد، اما از آنجا که پس از آن دیگر هیچ دارکوبی از این نوع دیده نشد بیم آن می‌رفت که نسلش منقرض شده باشد تا آنکه در سال ۲۰۰۶ دارکوبی نر از همین گونه در ایالت توکانتینس در تور نشانه‌گذاری افتاد. با این حال دارکوب پیاوی جزو جانورانی که به‌شکل بحرانی در خطر انقراض قرار دارند دسته‌بندی شده‌است.

## مشخصات
دارکوب پیاوی طولی در حدود ۲۴ سانتی‌متر دارد. سر پرنده و شاه‌پرها عمدتاً به رنگ قرمز شاه بلوطی است و پشت و زیر بدنش نخودی رنگ می‌باشد. قسمت بالایی بال‌ها دارای خطوط سیاه و زرد نخودی است و سینه و دم سیاه‌رنگ می‌باشد. همچنین نقاطی رنگی بر روی تاج پرندهٔ نر وجود دارد.

## زیستگاه
اطلاعات کمی در مورد زیستگاه این پرنده وجود دارد اما به نظر می‌رسد بامبوزارهای سرادو و نخلستان‌های آمازون زیستگاه اصلی آن را تشکیل دهند.

## وضعیت بقا

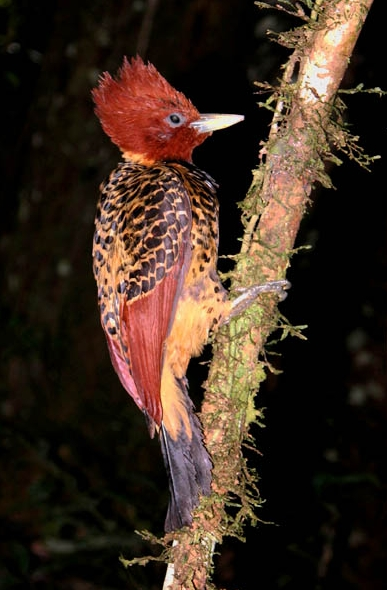
دارکوب پیاوی بر روی تنه درخت

پس از مشاهدهٔ مجدد دارکوب پیاوی در سال ۲۰۰۶، این پرنده باز در چند نقطهٔ دیگر از توکانتینس و ایالت‌های مجاور دیده شده‌است. با این حال برخی از این مناطق به سبب ساخت بخش جدیدی از بزرگراه بلم-برازیلیا در خطر تخریب قرار گرفته‌است که این خود بزرگترین تهدید برای حیات دارکوب پیاوی است. با این حال چون این دارکوب با دارکوب کله‌سرخ اشتباه گرفته می‌شود تنها در سال‌های اخیر توسط سازمان بردلایف اینترنشنال ارزیابی شده و در سال ۲۰۰۷ در فهرست گونه‌های به‌شکل بحرانی در خطر انقراض قرار گرفته‌است. اما چون پس از این ارزیابی باز در مناطق دیگری دارکوب پیاوی مشاهده گردیده چنین پیشنهاد شده‌است که قراردادن آن در فهرست گونه‌های در خطر انقراض شاید مناسب‌تر باشد.